# 毛利子来
毛利 子来（もうり たねき、1929年11月27日 - 2017年10月26日）は、日本の小児科医。子供・障害児に関する著書を多数刊行している。

## 経歴
千葉県生まれ。父は内科医。名前の由来は詩経の中の「霊台」の箇所に出てくる成語である。帝が民の楽しみのために霊台の建設を企てて呼びかけたところ、女子どもまでもがやってきたというくだりから取られたもので、「子どももやって来る」の意。大抵、「子来」を「たねき」と読んでもらえないので、自ら「たぬき先生」と称していた。父親は第二次世界大戦の終了3日前に戦場で拳銃自決した。戦時中、岡山県の母方の祖父母に預けられるが、祖父は病死し、祖母も重症の火傷を負っていた。苦学して、岡山医科大学（現・岡山大学医学部）を卒業。医師になってからは、大阪の社会的底辺層にいる人たちの診療所などに勤務し、そのような診療所の看護婦をしていた女性と結婚。その後東京に移り、原宿で小児科医院を開業した。
幼児や子どもの見方、援助の仕方などについての世間の考え方を正すべく、啓蒙活動に力を注ぐ。同様の活動に殉じたヤヌシュ・コルチャックを尊敬しており、NHK-BS「わが心の旅」という番組で、1996年に、コルチャックの足跡を追ってポーランド、ワルシャワを訪れた旅の記録が放送された。雑誌「小さい・おおきい・よわい・つよい」(ジャパンマシニスト社)の編集者代表、「ワクチントーク・全国」のアドバイザー的存在でもある。友人で、同様の活動を行っている人物に山田真がいる。1987年、『ひとりひとりのお産と育児の本』で毎日出版文化賞受賞。
ルソーの『エミール』に倣った『新エミール』と、その続編で小説仕立ての『エミールとソフィ』なども著している。
2005年3月、「マガジン9条」発起人となった。
2017年10月26日、慢性心不全のため87歳で死去。

## 著書
- 『おかあさんの小児科ノート』新日本出版社(新日本新書)　1969
- 『現代の育児と保育』明治図書出版, 1971
- 『現代日本小児保健史』ドメス出版, 1972
- 『保母の小児科ノート 乳幼児の健康・病気・事故』新読書社, 1972
- 『小児科の窓口から 育児の反省』筑摩書房, 1975 のち文庫
- 『いま、子を育てること 小児科医の自分史から』筑摩書房, 1977 のち文庫
- 『ひとのからだ』岩崎書店 (知識の絵本) 1977
- 『小児科先生の小さいカルテ 赤ちゃんから五歳までの相談室』PHP研究所, 1978
- 『新エミール 育児と教育について』筑摩書房, 1979  のち文庫
- 『若い父母へのメッセージ』毎日新聞社, 1980　のち文庫
- 『こんなときどうする幼児の健康ノート』小学館, 1980
- 『わたしのけんこうノート』岩波書店, 1981
- 『赤ちゃんのいる暮らし』筑摩書房, 1983 のち文庫
- 『幼い子のいる暮らし』筑摩書房, 1984 のち文庫
- 『ねびえ』福音館書店, 1984
- 『子どもとの関係、変えてみませんか』筑摩書房, 1986
- 『ひとりひとりのお産と育児の本』平凡社, 1987
- 『毛利子来のこんにちわsweet babies それぞれ育児の本』主婦と生活社, 1987
- 『毛利子来の子育てストーリー』筑摩書房, 1988　「親と子、ないしょの話」と改題、ちくま文庫
- 『甘えん坊カンタータ』新潮社, 1989　「甘えのすすめ」と改題、ちくま文庫
- 『おしゃれ子育て』筑摩書房, 1991
- 『たぬき先生の小児科ノート』ちくま文庫, 1992
- 『エミールとソフィ』（小説）筑摩書房, 1992
- 『育児のエスプリ 知恵の宝石箱』新潮社, 1993 のち文庫
- 『子どもの健康診断 赤ちゃんから小・中学生まで 受けかた・受けとめかた』岩波ブックレット　1993
- 『たぬき先生の子育て相談室 ないしょの話、ほんとの話』PHP研究所, 1993 「子どものからだ・子どものこころ」と改題、文庫
- 『父の乳』筑摩書房, 1994
- 『子どもの予防接種 何を、どう受ける?』岩波ブックレット　1994
- 『たぬき先生の人生相談』岩波書店, 1995
- 『子どもの病気 その見かた・対しかた』岩波ブックレット　1995
- 『ゲーとピー たぬきせんせいのびょうきのほん』福音館書店 (かがくのとも傑作集)　1998
- 『カユイカユイ たぬきせんせいのびょうきのほん』福音館書店 (かがくのとも傑作集) 1998
- 『たぬき先生の子育てライブ相談室』徳間書店, 1998「ママは育児にあわてない」と改題、ぶんか社文庫
- 『生きにくさの抜け道 子どもと大人の黙示録』岩波書店, 1999
- 『子育ての迷い解決法10の知恵』集英社新書 1999
- 『えせ医者Mの伝説』新潮社, 2001
- 『父親だからできること 威張らない、媚びない、子育ての秘訣』ダイヤモンド社, 2002
- 『孫をめぐるおとなの作法』ジャパンマシニスト社 2008
- 『たぬき先生のゲンコ 子ども医者「日本の阿Q」を叱る』金曜日 2009
- 『よい親でなくとも子は育つ 83歳、小児科医の太鼓判』ジャパンマシニスト社 2013

### 共著・編著
- 『臨床医の小児科学』橋本政章共著 医歯薬出版, 1967
- 『保育と医学 0歳から年長児まで』下出智子共編 文化書房博文社, 1970
- 『保育をめぐる人間関係』畑谷光代,鹿野京子共編 ドメス出版, 1971
- 『社会小児医学』堀江重信,林俊一共編 医歯薬出版, 1972
- 『保育小児医学』高野陽共編 新読書社, 1975
- 『子どもと大人のほんとうは(毛利子来の親子塾 1)』晶文社 1987
- 『やめようインフルエンザ予防接種 効く?やっぱり効かない! 続編』長戸かおる共編著 日本消費者連盟, 1987
- 『ダブルインカム家庭術』毛利敬子共著 フレーベル館(ワーキングマザーシリーズ)1991
- 『障害をもつ子のいる暮らし』筑摩書房, 1995
- 『子育て、こうしてみたら』PHPエディターズ・グループ, 1998
- 『子どもが子どもだったころ』橋本治共著 集英社, 1998　のち文庫
- 『子育てヘルプ』可知めぐみ,鈴木良子共編著 筑摩書房, 1999
- 『ちなみとたぬきの産む。育てる。』清水ちなみ共著 大和書房, 2003
- 『育育児典』山田真共著 岩波書店 2007
- 『健康のためなら死んでもいいのか？-子育て、食事の誤解と偏見』幕内秀夫共著 金曜日 2011